# Michał Szyba
Michał Paweł Szyba (ur. 18 marca 1988 w Lublinie) – polski piłkarz ręczny, prawy rozgrywający, od 2019 zawodnik Azotów-Puławy.
Reprezentant Polski, brązowy medalista mistrzostw świata w Katarze (2015), uczestnik igrzysk olimpijskich w Rio de Janeiro (2016).

## Kariera klubowa
Wychowanek Unii Lublin. W 2004 został zawodnikiem Azotów-Puławy, do których sprowadził go trener Jerzy Witaszek. Początkowo grał w juniorach młodszych, następnie przeszedł do zespołu seniorów. W Ekstraklasie zadebiutował 10 września 2005 w przegranym meczu z Zagłębiem Lubin (24:38), natomiast pierwszego gola zdobył 12 maja 2007 w wygranym spotkaniu ze Śląskiem Wrocław (33:28). W sezonie 2007/2008 zaczął regularnie występować w barwach puławskiego zespołu. Będąc graczem Azotów, dwukrotnie rzucił ponad sto bramek w lidze w jednym sezonie: w sezonie 2010/2011, w którym rozegrał 28 meczów i zdobył 119 goli, oraz w sezonie 2012/2013, w którym wystąpił w 33 spotkaniach, w których rzucił 106 bramek. Z Azotami rywalizował również w europejskich pucharach – w ciągu czterech sezonów rozegrał w Challenge Cup 15 meczów i zdobył 33 gole.
W latach 2014–2016 był zawodnikiem RK Velenje, z którym zdobył dwa wicemistrzostwa Słowenii i raz dotarł do finału Pucharu Słowenii. W słoweńskiej ekstraklasie rozegrał w ciągu dwóch sezonów 64 mecze i rzucił 164 bramki. Ponadto w sezonie 2014/2015, w którym wystąpił w 12 spotkaniach i zdobył 46 goli (trzeci wynik w drużynie), awansował ze swoim zespołem do Final Four Pucharu EHF (4. miejsce; w przegranym meczu o 3. miejsce ze Skjern Håndbold rzucił pięć bramek).
W latach 2016–2018 był zawodnikiem Kadetten Schaffhausen, z którym wywalczył mistrzostwo Szwajcarii (2016/2017) i dwa Superpuchary Szwajcarii (2016, 2017). W szwajcarskiej ekstraklasie rozegrał w ciągu dwóch sezonów 35 meczów i rzucił 66 bramek, natomiast w Lidze Mistrzów wystąpił w 18 spotkaniach i zdobył 37 goli. Pod koniec listopada 2016 w wygranym meczu LM z Wisłą Płock (27:25) zerwał ścięgno Achillesa. Kontuzja ta wykluczyła go z gry na dziewięć miesięcy.
W 2018 przeszedł do francuskiego Cesson Rennes. W sezonie 2018/2019 rozegrał we francuskiej ekstraklasie 22 mecze i zdobył 49 goli.
W lipcu 2019 został zawodnikiem Azotów-Puławy.

## Kariera reprezentacyjna
W 2007 uczestniczył w mistrzostwach świata U-19 w Bahrajnie (6. miejsce). W 2008 brał udział w mistrzostwach Europy U-20 w Rumunii, w których rozegrał siedem meczów i zdobył 27 goli. Występował również w reprezentacji Polski B, m.in. w grudniu 2010 zagrał w dwumeczu z Rumunią B, w którym rzucił dwie bramki.
Uznawany był za jednego z najbardziej utalentowanych polskich graczy młodego pokolenia. Komentatorzy wskazywali, że może on być w przyszłości, po zakończeniu kariery przez Marcina Lijewskiego, zmiennikiem w reprezentacji Polski Krzysztofa Lijewskiego.
W marcu 2009 trener Bogdan Wenta powołał go w miejsce kontuzjowanego Mateusza Zaremby do reprezentacji Polski na mecze eliminacji do mistrzostw Europy z Turcją (nie wystąpił w nich). W kadrze narodowej zadebiutował 4 czerwca 2013 w przegranym spotkaniu Scandinavian Open ze Szwecją (27:29), zaś pierwsze trzy bramki rzucił następnego dnia w meczu z Norwegią (23:24). W 2014 uczestniczył w mistrzostwach Europy w Danii (siedem meczów, pięć goli).
W 2015 uczestniczył w mistrzostwach świata w Katarze (dziewięć meczów i 14 goli). Przez zdecydowaną większość turnieju był rezerwowym, na jego pozycji prym wiedli Andrzej Rojewski i Krzysztof Lijewski. W rozegranym 30 stycznia 2015 meczu półfinałowym z Katarem (29:31) pojawił się na parkiecie w końcówce i między 52. a 58. minutą spotkania zdobył trzy gole przy 100% skuteczności rzutów. W rozegranym 1 lutego 2015 meczu o 3. miejsce z Hiszpanią (29:28) wyszedł na parkiet w podstawowej siódemce i rzucił osiem bramek, w tym jedną na sekundę przed końcem regulaminowego czasu gry, która doprowadziła do dogrywki.
W styczniu 2016 uczestniczył w mistrzostwach Europy w Polsce, podczas których rozegrał siedem meczów i zdobył 14 goli. W sierpniu 2016 wystąpił w igrzyskach olimpijskich w Rio de Janeiro (4. miejsce). Po igrzyskach rzadko pojawiał się w kadrze – za kadencji trenera Tałanta Dujszebajewa (do maja 2017) już nie zagrał, zaś gdy trenerem reprezentacji był Piotr Przybecki (od maja 2017 do lutego 2019), wystąpił w dwóch meczach turnieju Golden League w październiku 2017.

## Sukcesy
Kadetten Schaffhausen
- Mistrzostwo Szwajcarii: 2016/2017
- Superpuchar Szwajcarii: 2016, 2017

Reprezentacja Polski
- 3. miejsce w mistrzostwach świata: 2015

Indywidualne
- 2. miejsce w zestawieniu najlepszych polskich prawych rozgrywających według Sportowych Faktów: 2015[18]

Odznaczenia
- Srebrny Krzyż Zasługi (2015)[19]